# Taiaçu (kommun)
Taiaçu är en kommun i Brasilien.   Den ligger i delstaten São Paulo, i den sydöstra delen av landet, 600 km söder om huvudstaden Brasília. Antalet invånare är 5 894.
Följande samhällen finns i Taiaçu:
- Taiaçu

Trakten runt Taiaçu består till största delen av jordbruksmark. Runt Taiaçu är det ganska glesbefolkat, med 42 invånare per kvadratkilometer.